# Nasi ulam
Nasi ulam est un plat de riz cuit à la vapeur, mélangé avec de nombreuses herbes, et spécialement de feuilles de pegagan (Centella asiatica) ou parfois, en remplacement, de kemangi (basilic citron), de légumes, d'épices, et accompagné de divers plats. C'est un plat caractéristique de la cuisine malaise, et qui connait plusieurs déclinaisons en Malaisie, en Indonésie et en Thaïlande du Sud. Le nasi ulam en Malaisie consiste en du riz froid et cuit, mélangé avec des herbes hachées comme le daun kaduk (feuille de bétel sauvage), pucuk gajus (feuilles d'anacardier), ou l'oignon, etc. Du kerisik (noix de coco pilée et grillée) et d'autres condiments sont aussi ajoutés. Parfois, des morceaux de poisson frit sont aussi ajoutés.
En Indonésie, le nasi ulam se retrouve dans la cuisine betawi, ainsi que chez les Malais de Sumatra et à Bali. À Jakarta, il existe deux types de nasi ulam, en soupe à Jakarta Nord et Central, et plus classique au sud de Jakarta. En Indonésie, le nasi ulam est épicé, avec des herbes kemangi, du piment, du concombre, des arachides et de la noix de coco. De nombreux ingrédients ou plats peuvent être ajoutés au nasi ulam, tels que du dendeng (bœuf séché), telur dadar (omelette), des perkedel (boulettes de pomme de terre), du tofu frit ou tempeh, et des krupuk.